# Andre Pärn
Andre Pärn (Rapla, 21 settembre 1977) è un ex cestista estone.

## Carriera
Con l'Estonia ha disputato i Campionati europei del 2001.